# Astatotilapia flaviijosephi
Astatotilapia flaviijosephi – narażony na wyginięcie gatunek słodkowodnej ryby okoniokształtnej z rodziny pielęgnicowatych (Cichlidae), wykazany z Syrii i Izraela, klasyfikowany czasem w rodzaju Haplochromis. Jest jedynym przedstawicielem Haplochromini występującym poza Afryką i jedną z niewielu pielęgnic do niedawna niespotykanych w akwarystyce.

## Występowanie
Zasięg występowania tego gatunku obejmuje kilka stanowisk rzecznych i jezior w dorzeczu Jordanu na terenie Izraela i Syrii. Populacje rzeczne stopniowo zanikają, natomiast stan populacji w jeziorach zmienia się w zależności od poziomu wód w jeziorach, co jest związane z warunkami klimatycznymi.
Ryba zasiedla płytkie wody przybrzeżne jezior, a w rzekach spotykana jest wśród kamieni i roślinności.

## Budowa
Astatotilapia flaviijosephi jest podobny do Astatotilapia desfontainii z Tunezji i Algierii i do Astatotilapia burtoni z jeziora Tanganika, co sugeruje, że należy do starej ewolucyjnie linii pielęgnic.
Przeciętna długość ciała ryb z tego gatunku wynosi 7 cm. Maksymalna długość samców sięga 13 cm. Samice żywią się głównie larwami ochotkowatych, skąposzczetami i obunogami, a większe samce zjadają głównie
ślimaki.